# Abbauführung
Als Abbauführung bezeichnet man im Bergbau die organisatorischen Möglichkeiten zur Führung eines Abbaus. Dies gilt insbesondere für die möglichen Varianten bezüglich der Lage und der Bewegung des Abbaus innerhalb der Lagerstätte.

## Einflüsse auf die Abbauführung
Die Abbauführung wird überwiegend von der Form und der geologischen Gestaltung der jeweiligen Lagerstätte beeinflusst. So ist es für die Abbauführung von großer Bedeutung, die jeweilige abzubauende Lagerstätte möglichst genau zu kennen. Dies gilt nicht nur für die nutzbaren Mineralien, sondern auch für das Nebengestein. Wichtig ist es, die Mächtigkeit der Lagerstätte zu kennen, um im Vorfeld entscheiden zu können, ob und wie die Lagerstätte unterteilt wird. Es ist erforderlich, Kenntnisse über Schichtflächen, natürliche Trennflächen und Begrenzungsflächen des Nebengesteins zu haben, um den Abbau entsprechend führen zu können.

## Anwendung der Abbauführung
Entscheidende Aufgabe der Abbauführung ist es, festzulegen, wie der Abbau innerhalb der Lagerstätte ablaufen soll. Hier ist es erforderlich, aufgrund der Erkenntnisse über den Aufbau der Lagerstätte, den Abbau entsprechend zu organisieren. Bereits im Vorfeld bei der Vorrichtung der Lagerstätte muss entschieden werden, ob der Abbau einflügelig oder zweiflügelig erfolgen soll. Ob also von einem Aufhauen aus die Lagerstätte nur nach einer Seite oder nach beiden Seiten abgebaut wird und ob der Abbau der Flügel hintereinander oder gleichzeitig erfolgen soll. Entsprechend der Abbauführung werden die jeweiligen Abbaubetriebe räumlich im Grubengebäude verteilt. Festzulegen ist auch der zeitliche Ablauf und die Reihenfolge zum Abbau der einzelnen Betriebe. Dies gilt insbesondere bei mehreren nebeneinander liegenden Abschnitten innerhalb der gleichen Lagerstätte. Außerdem ist es Teil der Abbauführung, die Lagerstätte in Scheiben oder Bänke zu unterteilen. Hierbei gilt der Grundsatz: „Der Abbau der Lagerstätte muss stets von oben nach unten erfolgen.“ Letztendlich wird anhand der Abbauführung die Richtung festgelegt, ob also ein Abbaubetrieb im Vorbau oder im Rückbau betrieben wird. Es besteht auch die Möglichkeit, beide Bauweisen zu kombinieren und als „Vereinigter Vor- und Rückbau“ zu betreiben.

## Einflüsse der Abbauführung
Die Abbauführung nimmt auf unterschiedliche Weise Einfluss auf den Abbau der Lagerstätte. Bei der Auswahl der Richtung ist man von dem jeweiligen Abbauverfahren abhängig. So können langfrontartige Bauweisen wie der Strebbau sowohl im Vorbau als auch im Rückbau ausgeführt werden. Bei anderen Bauweisen ist man nicht gänzlich frei bei der Richtungswahl. So lassen die pfeilerartigen Bauweisen nur den Rückbau zu. Bei räumlichen Verteilung der Abbaubetriebe ist auch die Länge der Abbaustrecken ein entscheidender organisatorischer Faktor. So haben lange Abbaustrecken einen Einfluss auf die Bewetterung und das Grubenklima. Insbesondere in Steinkohlenbergwerken mit gashaltiger Kohle muss durch die entsprechend der Abbauführung gewählte Bewetterung Einfluss auf den Methangehalt in den Frisch- und Abwettern genommen werden. Auch bei der zeitlichen Abfolge der Abbaubetriebe nimmt die Abbauführung Einfluss auf die Ausgasung. Da die Ausgasung bei bisher unverritzten Lagerstätten am größten ist, lässt sich durch entsprechende Über- oder Unterbauung eines Flözabschnittes die Ausgasung entsprechend verringern.